# Bahnhof Mount Dennis
Mount Dennis ist ein im Bau befindlicher intermodaler Verkehrsknotenpunkt in Toronto. Er entsteht im Stadtteil Mount Dennis, östlich der Kreuzung von Eglinton Avenue West und Weston Road. Einerseits wird er eine Stadtbahn-Tunnelstation umfassen, die vorläufige westliche Endstation der zum Netz der Toronto Subway gehörenden Eglinton-Linie. Andererseits wird ein neuer Bahnhof an der bestehenden Strecke zwischen Union Station und Kitchener errichtet, auf der Vorortszüge von GO Transit und der Flughafenzubringer Union Pearson Express verkehren. Hinzu kommt ein Busbahnhof. Die Eröffnung der Anlage ist für das Jahr 2023 geplant.

## Anlage
Die Anlage entsteht auf einer Brache, auf der sich von 1918 bis 2006 eine Fabrik der Eastman Kodak Company befand. Die Station wird über drei barrierefreie Eingänge verfügen. Der Haupteingang wird sich am westlichen Ende zwischen der Weston Road und der Eisenbahnstrecke befinden, der erste Nebeneingang östlich davon an der Nordseite der Eglinton Avenue West. Für den zweiten Nebeneingang nutzt man das Erdgeschoss des bestehenden Gebäudes 3500 Eglinton Avenue West. Dieses war 1940 als Freizeithaus der Kodak-Angestellten erbaut worden und blieb als einziges Bauwerk des früheren Industriekomplexes erhalten.
Von den drei Eingängen aus gelangen die Passanten hinunter zur Verteilerebene und zum Mittelbahnsteig der Stadtbahn auf der zweiten unteren Ebene. Gläserne Wände werden das Tageslicht bis hinunter durchscheinen lassen. Die oberirdischen Seitenbahnsteige des Bahnhofs der Eisenbahn werden entlang dem Kitchener-Schienenkorridor errichtet. Erschlossen werden sie durch einen Fußgängertunnel, der im Bereich zwischen dem Haupteingang und dem Warteraum im ehemaligen Kodak-Gebäude beginnt. Ebenfalls vom Kodak-Gebäude aus zugänglich ist der Busbahnhof mit 15 Bussteigen. Es ist geplant, dass sie von zwölf Linien der Toronto Transit Commission bedient werden sollen.
Östlich der Anlage befindet sich das Betriebswerk der Eglinton-Linie mit angeschlossenem Depot (Maintenance and Storage Facility). Im Oktober 2018 war das Bauwerk im Wesentlichen fertiggestellt; es beherbergt seit Januar 2019 die ersten angelieferten Züge des Typs Bombardier Flexity Freedom. Das 23 Hektar große Gelände wird zunächst Platz für das Abstellen und Warten von 76 Zügen bieten, nach dem Endausbau soll die Kapazität für 162 Züge ausreichen. Im Bereich des Betriebswerks verläuft die Stadtbahnstrecke ein kurzes Stück an der Oberfläche und überquert auf einem Viadukt das Tal des Black Creek, bevor sie das Portal des Haupttunnels der Stadtbahnstrecke erreicht.
Als Teil eines Programms zur künstlerischen Gestaltung wichtiger Umsteigeknoten entlang der Eglinton-Linie wird Mount Dennis mit zwei Kunstwerken verziert. Up to This Moment von Hadley + Maxwell wird eine Videoanzeige eines Bildes sein, das die Veränderungen auf dem Gelände des früheren Kodak-Werks dokumentiert, wobei das angezeigte Bild sich täglich ändern wird. Das Kunstwerk wird an der Ostwand der Verteilerebene angebracht und ist von der Eglinton Avenue aus durch die Glaswand der Südfassade sichtbar. Ein unbetiteltes Werk von Sara Cwynar wird ein farbenfrohes Wandbild sein, das aus einer Collage von Fotos besteht, die digital auf geschichtete Glasplatten gedruckt wurden. Das Bild wird sich entlang eines Korridors innerhalb der Anlage erstrecken.

## Geschichte

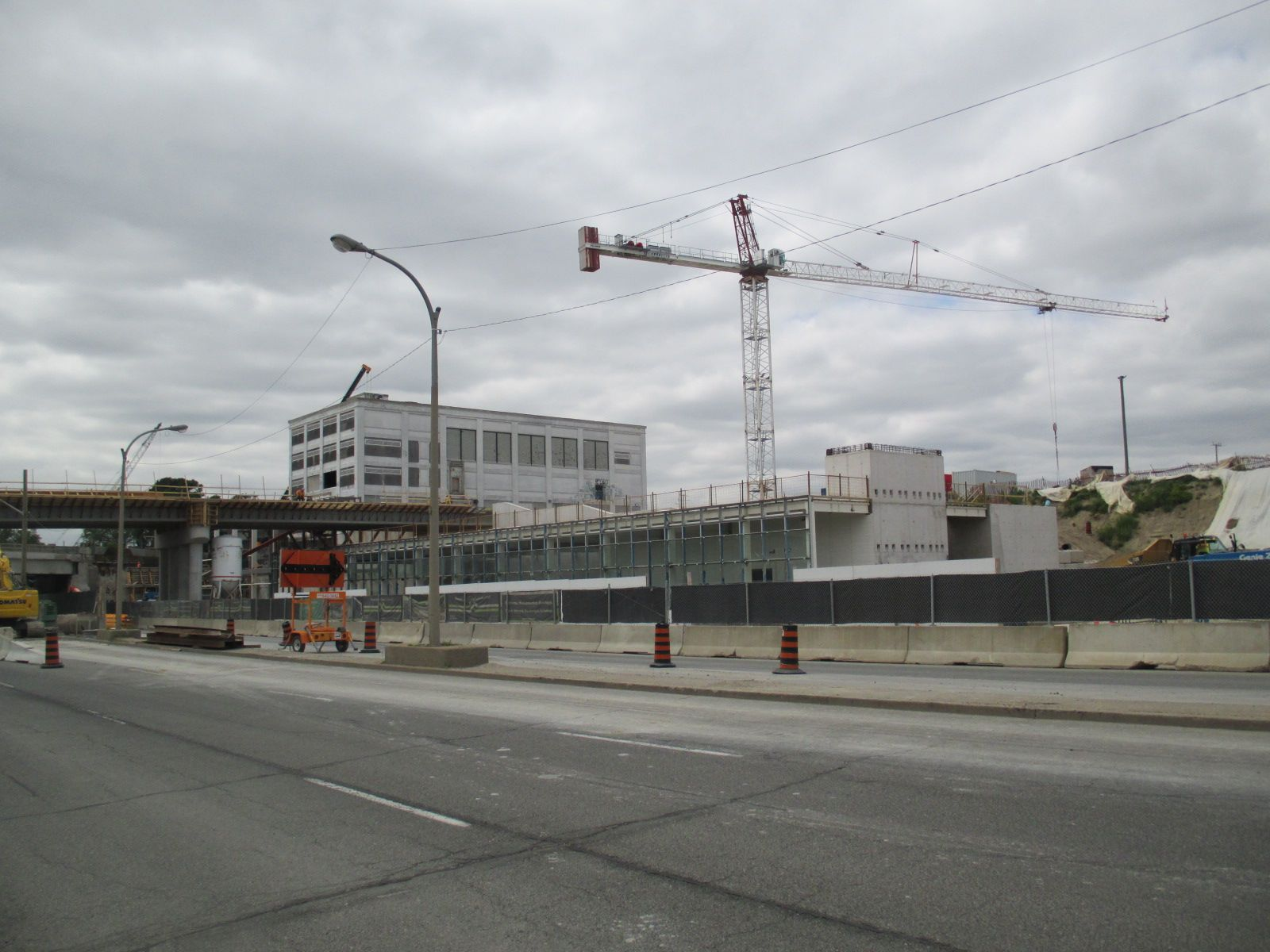
Bauarbeiten im Juni 2018

In einem Entwurf vom 10. April 2013 wurden vier Varianten für die Station erstellt. In allen war der Bahnsteig der Stadtbahn-Tunnelstation 150 Meter lang und somit lang genug für vier Einheiten. Bei zwei Varianten befand sich der Busbahnhof an der Nordseite der Eglinton Avenue, bei den zwei anderen an der Südseite. Das endgültige Projekt von 2016 sah vor, die Wendeschleife des Busbahnhofs nördlich des Stationsgebäudes zu platzieren. Der Zugang erfolgt mittels einer Brücke, die die Eglinton Avenue West überquert. Die um einige Meter versetzt liegende Vorgängerbrücke wurde zwischen dem 19. und dem 21. Februar 2016 abgerissen, um Platz für das neue Stationsgebäude der Stadtbahn zu schaffen.
Die Tunnelbohrarbeiten an der Eglinton-Linie begannen im Juni 2013. Im August 2016 wurde das ehemalige Kodak-Personalhaus vorübergehend um 60 Meter versetzt, um die Bauarbeiten zu erleichtern. Am 13. November 2017 versetzte man es zurück, um es auf ein neu errichtetes Fundament zu stellen. Die Anwohner hatten den Erhalt dieses Wahrzeichens gewünscht, weshalb die Planer es in das Projekt miteinbezogen.
Ursprünglich hätte die Anlage im September 2021 in Betrieb genommen werden sollen. Aufgrund verschiedener unvorhergesehener Probleme während der Arbeiten erklärte die staatliche Verkehrsplanungsgesellschaft Metrolinx im Februar 2020, dass sie erst im Verlauf des Jahres 2022 eröffnet werden wird. Im Dezember 2021 rechnete Metrolinx jedoch damit, dass die Strecke möglicherweise erst zu Beginn des Jahres 2023 in Betrieb gehen könnte.